# Homo novus
Homo novus (lateinisch neuer Mensch) bedeutet sinngemäß übersetzt Emporkömmling, auch Neuling (Aufsteiger). Gemeint war damit im antiken Rom, insbesondere während der Zeit der römischen Republik, ein Mann, der als Erster aus seiner Familie das Konsulat bekleidete. Speziell war dies auf Personen aus dem wohlhabenden Ritterstand der Republik gemünzt (welcher keinesfalls mit dem mittelalterlichen Rittertum verwechselt werden darf).
Der Begriff an sich ist oft abwertend zu verstehen und entspricht damit auch den Machtverhältnissen in Rom: Die Familien der republikanischen Führungsschicht, der Nobilität, verstanden sich zwar nicht als Erbadel, wohl aber als weitgehend geschlossene Gemeinschaft. Deshalb wurde es nicht gerne gesehen, dass jemand, der aus einer „unbekannten“ Familie stammte, plötzlich wichtige öffentliche Ämter bekleidete, vor allem nicht in der späten Republik. Besonders ablehnend waren diejenigen Senatorenfamilien, die der exklusiven Gruppe aus etwa 30 Geschlechtern angehörten, die während der späten Republik die meisten Konsuln und Zensoren stellte.
Da sich die Nobilität andererseits als Meritokratie definierte, lag es allerdings in ihrem Interesse, wenn das Leistungsprinzip hin und wieder durch den Aufstieg von homines novi bestätigt wurde. Auch deshalb lässt sich beobachten, dass die meisten „neuen Männer“ durchaus mit Unterstützung mächtiger Familien das Konsulat erlangten. Bekannte Beispiele sind Gaius Flaminius, Konsul im Jahr 223 v. Chr., und Marcus Porcius Cato, Konsul 195 v. Chr. In der Zeit der Krise der Republik ab 133 v. Chr. gibt es wieder zwei besonders bekannte Beispiele: Es handelt sich dabei um Gaius Marius, erstmals Konsul im Jahr 107 v. Chr. und dann von 104 v. Chr. bis 100 v. Chr. und letztmals 86 v. Chr. Konsul, und Marcus Tullius Cicero, Konsul im Jahr 63 v. Chr. 
In der Bürgerkriegszeit am Ende der Republik und während der Kaiserzeit erhöhte sich die Anzahl dieser Aufsteiger in die Nobilität dann bedeutend, da nun allein der princeps entschied, wer Konsul wurde, während die alten senatorischen Familien um 100 n. Chr. weitgehend ausgestorben waren.